# Pseudopostega rotunda
Pseudopostega rotunda là một loài bướm đêm thuộc họ Opostegidae. Chiều dài của cánh trước là 1,9-2,1 mm. Con trưởng thành bay từ giữa tháng 2 đến giữa tháng 6 ở Costa Rica và vào tháng 1 tại Ecuador.